# 般度族
般度族（Pandavas）是指印度教梵文史诗《摩诃婆罗多》中般度的五个儿子，由其两位妻子、马德拉的公主貢蒂、玛德利所诞下。五子分别名为堅戰、怖軍、赢郎、无种、偕天。五兄弟全都娶了黑公主为妻，并在俱盧之戰中与其表亲作战，大获全胜。